# NGC 1339
NGC 1339 је елиптична галаксија у сазвежђу Пећ која се налази на NGC листи објеката дубоког неба.
Деклинација објекта је - 32° 17' 8" а ректасцензија 3h 28m 6,5s. Привидна величина (магнитуда) објекта NGC 1339 износи 11,5 а фотографска магнитуда 12,5. Налази се на удаљености од 20,623 милиона парсека од Сунца. NGC 1339 је још познат и под ознакама ESO 418-4, MCG -5-9-4, FCC 63, PGC 12917.